# Cratere Sandel
Sandel  è un cratere sulla superficie di Venere. Deve il proprio nome alla scrittrice e pittrice norvegese Cora Sandel.